# Jabalkovo (Chaskovo)
Jabalkovo (Bulgaars: Ябълково) is een dorp in Bulgarije. Het dorp is gelegen in de gemeente Dimitrovgrad,  oblast Chaskovo. Het dorp ligt hemelsbreed 17 km ten noordoosten van de stad Chaskovo en 187 km ten zuidoosten van de hoofdstad Sofia.

## Bevolking
Op 31 december 2020 telde het dorp Jabalkovo 1.151 inwoners. Het aantal inwoners vertoont al jaren een dalende trend: in 1956 had het dorp nog 3.416.
| Bevolkingsontwikkeling tussen 1934 en 2020          |
| --------------------------------------------------- |
|                                                     |
| Bron: Nationaal Statistisch Instituut van Bulgarije |

In het dorp wonen vooral etnische Bulgaren (1.099 personen, 77%), maar ook een significante minderheid van etnische Roma (306 personen, 21%).
| Etnische samenstelling van de respondenten (2011) | Etnische samenstelling van de respondenten (2011) | Etnische samenstelling van de respondenten (2011) | Etnische samenstelling van de respondenten (2011) | Etnische samenstelling van de respondenten (2011) |
| ------------------------------------------------- | ------------------------------------------------- | ------------------------------------------------- | ------------------------------------------------- | ------------------------------------------------- |
|                                                   |                                                   |                                                   |                                                   |                                                   |
| Bulgaren                                          | Bulgaren                                          |                                                   | 77,0%                                             | 77,0%                                             |
| Turken                                            | Turken                                            |                                                   | 0,8%                                              | 0,8%                                              |
| Roma                                              | Roma                                              |                                                   | 21,4%                                             | 21,4%                                             |
| Anders/Onbekend                                   | Anders/Onbekend                                   |                                                   | 0,8%                                              | 0,8%                                              |

Bodrovo · Brod · Brjast · Dlagnevo ·
Dobritsj · Dolno Belevo · Goljamo Asenovo · Gorski Izvor · Jabalkovo · Kasnakovo · Krepost · Kroem · Malko Asenovo · Meritsjleri · Radievo · Rajnovo ·Svetlina · Skobelevo · Stalevo · Stransko · Tsjernogorovo · Varbitsa · Velikan · Voden · Zdravets · Zlatopole